# 斯特凡妮·德·拉努瓦
斯特凡妮·德·拉努瓦（法語：Stéphanie de Lannoy，婚前全名斯特凡妮·玛丽·克洛迪娜·克里斯蒂娜·德·拉努瓦 (法語：Stéphanie Marie Claudine Christine de Lannoy) ，1984年2月18日—)，卢森堡大公储妃－现任卢森堡大公储的妻子及比利時貴族拉努瓦伯爵之女。

## 與盧森堡大公之姻親關係
斯特凡妮的舅祖父(祖母之兄)為 第11代利涅親王歐根二世，而歐根二世之子第13代利涅親王安東(表舅)，娶让大公胞妹亞歷克絲公主為妻，所以丈夫纪尧姆大公储要叫斯特凡妮遠房表姑。

## 头衔和荣誉
- 1984年2月18日 – 2012年10月20日：斯特凡妮·德·拉努瓦女伯爵（Countess Stéphanie de Lannoy）
- 2012年10月20日 – 至今：盧森堡大公儲妃、拿騷王妃、波旁-帕尔马王妃殿下（HRH  Hereditary Grand Duchess of Luxembourg,Princess of Nassau, Princess of Bourbon-Parma）

### 卢森堡勋章奖章
- 盧森堡 拿騷的阿道夫大十字勳章（英语：Order of Adolphe of Nassau） (Grand Cross of Order of Adolphe of Nassau)

### 外国勋章奖章
- 功绩大十字勋章（葡萄牙語：Ordem do Mérito）（葡萄牙，2017年5月23日公布[1]）

- 比利时 王冠大十字勳章（英语：Order of the Crown (Belgium)） (Grand Cross of the Order of the Crown)
- 荷蘭 奧蘭治-拿騷騎士大十字勳章 (Grand Cross of the Order of Orange-Nassau)